# بوزات
بوزات (بالبلغارية: Боазът)‏ قرية تقع إدارياً ضمن Sevlievo ‏ في بلغاريا. ويبلغ عدد سكانها 42 نسمة حسب تعداد 15 مارس 2015. تعتمد بوزات للبريد على الرمز البريدي 5453.